# Vesubia caduca
Vesubia caduca är en spindelart som först beskrevs av Karsch 1880.  Vesubia caduca ingår i släktet Vesubia och familjen vargspindlar. Inga underarter finns listade i Catalogue of Life.